# Joseph Mark McShea
Joseph Mark McShea (* 22. Februar 1907 in Lattimer, Pennsylvania; † 28. November 1991 in Allentown, Pennsylvania) war ein US-amerikanischer römisch-katholischer Geistlicher und Bischof von Allentown.

## Leben
Geboren als eines von sieben Kindern von Roger und Jeanette McShea wuchs McShea in Luzerne County (Pennsylvania) auf. Seine Schulbildung genoss er an der Konfessionsschule der Transfiguration of Our Lord Church in Philadelphia.
Nach seinem Abschluss an der West Philadelphia Catholic High School for Boys im Jahr 1923 begann er am St. Charles Borromeo Seminary für das Priesteramt zu studieren. Im Jahr 1926 kam McShea im Alter von 19 Jahren nach Rom, wo er am Päpstlichen Römischen Priesterseminar wie auch an der Päpstlichen Lateranuniversität sein Studium vervollständigte. Am 6. Dezember 1931 empfing er in Rom durch Kardinal Francesco Marchetti Selvaggiani die Priesterweihe. Ein Jahr später, 1932, erwarb er den Doktortitel der Theologie.
1932 kam er in die USA zurück. Hier unterrichtete er bis 1935 Latein und Italienisch am St. Charles Borromeo Seminary in Philadelphia. 1935 ging er erneut nach Rom, wo er bis 1938 als Minutant, eine Art Sachbearbeiter, in der Kongregation für die orientalischen Kirchen an der Römischen Kurie tätig war. Danach kehrte er wieder in die USA zurück, wo er von 1938 bis 1952 als Sekretär an der Apostolischen Nuntiatur in Washington, D.C. beschäftigt war. Im August 1938 erhielt er den Titel Päpstlicher Kammerherr, im April 1948 den Ehrentitel Monsignore.
Papst Pius XII. ernannte McShea am 8. Februar 1952 zum Titularbischof von Mina und zum Weihbischof im Erzbistum Philadelphia. Die Bischofsweihe spendete ihm der Apostolische Delegat in den Vereinigten Staaten, Erzbischof Amleto Giovanni Cicognani, am 19. März 1952. Mitkonsekratoren waren der Bischof von Oklahoma City und Tulsa, Eugene Joseph McGuinness, und William David O’Brien, Weihbischof in Chicago. Als Weihbischof diente er zugleich als Kaplan an der St. Francis de Sales Roman Catholic Church in Philadelphia.
Am 11. Februar 1961 gründete Papst Johannes XXIII. aus Gebieten des Erzbistums Philadelphia heraus das neue Bistum Allentown, zu dessen erstem Bischof McShea erwählt wurde. Seine Amtseinführung in der Cathedral of Saint Catharine of Siena fand am 11. April 1961 statt. McShea nahm als Konzilsvater an den ersten drei Sitzungsperioden des Zweiten Vatikanischen Konzils teil. McShea war einer von 18 US-amerikanischen Bischöfen, die in jene Kommissionen und Ausschüsse gewählt wurden, die bis 1965 die Ziele des Konzils erarbeiten sollten.
Während seiner Amtszeit als Bischof überwachte McShea den Bau und die Sanierung von 300 Gebäuden im Besitz der Kirche. 1964 gründete er zusammen mit der Ordensgemeinschaft der Oblaten des hl. Franz von Sales die katholische private DeSales University. Zwischen 1961 und 1975 weihte er 130 Männer zu Priestern.
Am 3. Februar 1983, nach 22 Jahren an der Spitze des Bistums Allentown, gestattete ihm Papst Johannes Paul II. den altersbedingten Rücktritt. Die letzten Jahre seines Lebens litt der emeritierte Bischof an Diabetes. Er starb im November 1991 im Alter von 84 Jahren.